# Niro (Rapper)

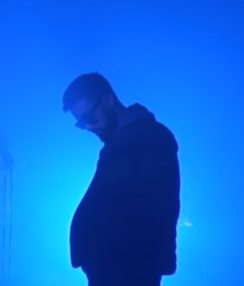
Niro (2023)

Niro (* 9. Juli 1987 in Blois; bürgerlich Noureddine Bahri) ist ein französisch-marokkanischer Rapper.

## Karriere
Niro entdeckte bereits in seiner Jugend sein Talent für Hip-Hop und war Teil einiger Hip-Hop-Crews wie Les Insurgés. Er unterschrieb daraufhin beim Label Street Lourd, wobei er sich zunächst einen Namen durch Kollaborationen mit anderen, etablierten Künstlern machte, z. B. auf Autopsie Vol. 4 von Booba (2011).
Im Jahr 2012 brachte Niro sein erstes Album Paraplégique heraus, welches sich in seiner Heimat in den Charts platzierte, wobei er seitdem mit jedem Album diese erreichte.
2023 veröffentlichte er sein bereits zwölftes Album Taulier, mit dem er erstmals Platz eins der französischen Albumcharts erreichte. Trotz der seit der zweiten Hälfte der 2010er-Jahre verstärkten Popularität von Hip-Hop in Frankreich konnte er sich bisher nur mit einem Lied (Qui sait?, 2023) in den Top 10 der Charts platzieren.

## Diskografie

### Alben
| Jahr | Titel                                    | Höchstplatzierung, Gesamtwochen, AuszeichnungChartplatzierungen (Jahr, Titel, Platzierungen, Wochen, Auszeichnungen, Anmerkungen) | Höchstplatzierung, Gesamtwochen, AuszeichnungChartplatzierungen (Jahr, Titel, Platzierungen, Wochen, Auszeichnungen, Anmerkungen) | Höchstplatzierung, Gesamtwochen, AuszeichnungChartplatzierungen (Jahr, Titel, Platzierungen, Wochen, Auszeichnungen, Anmerkungen) | Anmerkungen                                                                            |
| Jahr | Titel                                    | FR | BEW | CH | Anmerkungen                                                                            |
| ---- | ---------------------------------------- | --- | --- | --- | -------------------------------------------------------------------------------------- |
| 2012 | Paraplégique                             | FR53 (3 Wo.)FR | — | — | Erstveröffentlichung: 2012                                                             |
| 2013 | Rééducation                              | FR13 (15 Wo.)FR | — | — | Erstveröffentlichung: 10. Juni 2013                                                    |
| 2014 | Miraculé                                 | FR6 (16 Wo.)FR | BEW25 (10 Wo.)BEW | — | Erstveröffentlichung: 9. Juni 2014                                                     |
| 2015 | Si je me souviens                        | FR11 (7 Wo.)FR | BEW34 (2 Wo.)BEW | CH53 (1 Wo.)CH | Erstveröffentlichung: 6. November 2015                                                 |
| 2016 | Or Game                                  | FR17 (2 Wo.)FR | BEW20 (3 Wo.)BEW | CH52 (1 Wo.)CH | Erstveröffentlichung: 27. Mai 2016                                                     |
| 2016 | Les autres                               | FR38 Platin · (64 Wo.)FR | BEW39 (12 Wo.)BEW | CH80 (1 Wo.)CH | Erstveröffentlichung: 9. Dezember 2016                                                 |
| 2017 | OX7                                      | FR9 Platin · (38 Wo.)FR | BEW13 (19 Wo.)BEW | CH96 (1 Wo.)CH | Erstveröffentlichung: 12. Juli 2017                                                    |
| 2017 | M8re                                     | FR6 (17 Wo.)FR | BEW9 (13 Wo.)BEW | — | Erstveröffentlichung: 21. Juli 2017                                                    |
| 2018 | Mens rea                                 | FR4 Gold · (21 Wo.)FR | BEW11 (16 Wo.)BEW | CH79 (1 Wo.)CH | Erstveröffentlichung: 27. April 2018                                                   |
| 2019 | Stupéfiant                               | FR22 Gold · (49 Wo.)FR | BEW46 (13 Wo.)BEW | — | Erstveröffentlichung: 11. Oktober 2019 enthält die EPs Stupéfiant: Chapitre 1, 2 und 3 |
| 2020 | Sale môme                                | FR4 Platin · (130 Wo.)FR | BEW4 (41 Wo.)BEW | CH20 (1 Wo.)CH | Erstveröffentlichung: 8. Juli 2020                                                     |
| 2023 | Taulier                                  | FR1 Gold · (67 Wo.)FR | BEW7 (16 Wo.)BEW | CH5 (2 Wo.)CH | Erstveröffentlichung: 10. Februar 2023                                                 |
| 2025 | Hayati (Episode 1 : Du sable et du sang) | FR6 (… Wo.)FR | BEW16 (… Wo.)BEW | CH22 (1 Wo.)CH | Erstveröffentlichung: 4. Juli 2025                                                     |

### Singles
| Jahr | Titel Album                                          | Höchstplatzierung, Gesamtwochen, AuszeichnungChartplatzierungen (Jahr, Titel, Album, Platzierungen, Wochen, Auszeichnungen, Anmerkungen) | Höchstplatzierung, Gesamtwochen, AuszeichnungChartplatzierungen (Jahr, Titel, Album, Platzierungen, Wochen, Auszeichnungen, Anmerkungen) | Anmerkungen                                        |
| Jahr | Titel Album                                          | FR | BEW | Anmerkungen                                        |
| --- | ---------------------------------------------------- | --- | --- | -------------------------------------------------- |
| 2014 | Vivastreet Miraculé                                  | FR54 (1 Wo.)FR | — | Erstveröffentlichung: 28. April 2014               |
| 2014 | La mort ou tchitchi Miraculé                         | FR38 (5 Wo.)FR | — | Erstveröffentlichung: 22. Mai 2014 feat. Kaaris    |
| 2015 | Good Kat –                                           | FR67 (1 Wo.)FR | — | Erstveröffentlichung: 18. Mai 2015                 |
| 2015 | #BaWéMonAmi Si je me souviens                        | FR61 (2 Wo.)FR | — | Erstveröffentlichung: 12. Juni 2015                |
| 2015 | Le ciel est ma limite Si je me souviens              | FR162 (1 Wo.)FR | — | Erstveröffentlichung: 15. Oktober 2015             |
| 2016 | Mama t’avais raison Les autres                       | FR53 Gold · (1 Wo.)FR | — | Erstveröffentlichung: 4. November 2016             |
| 2016 | Printemps blanc Les autres                           | FR109 Diamant · (10 Wo.)FR | — | Erstveröffentlichung: 9. Dezember 2016 feat. Ivy   |
| 2018 | On est prêt Mens rea                                 | FR88 (5 Wo.)FR | — | Erstveröffentlichung: 5. April 2018                |
| 2019 | Kim Jong-il Game Over 2                              | FR24 Platin · (11 Wo.)FR | — | Erstveröffentlichung: 21. Juni 2019 mit Ninho      |
| 2019 | Appuyer Stupéfiant                                   | FR141 (1 Wo.)FR | — | Erstveröffentlichung: 12. Juli 2019                |
| 2019 | En double appel Stupéfiant                           | FR46 Platin · (6 Wo.)FR | — | Erstveröffentlichung: 19. September 2019           |
| 2021 | Amiga Sale môme (Édition finale)                     | FR137 (1 Wo.)FR | — | Erstveröffentlichung: 26. März 2021 feat. Soolking |
| 2022 | Papa fait le pitre Taulier                           | FR70 (2 Wo.)FR | — | Erstveröffentlichung: 15. Dezember 2022            |
| 2024 | Polémique –                                          | FR138 (1 Wo.)FR | — | Erstveröffentlichung: 25. April 2024               |
| 2025 | Plus pareil Hayati (Episode 1 : Du sable et du sang) | FR59 (2 Wo.)FR | — | Erstveröffentlichung: 3. Juli 2025 feat. Gazo      |
| Folgende Lieder erschienen nicht als Single, wurden aber durch das Album zum Download und Streaming bereitgestellt und konnten somit eine Platzierung erlangen: |                                                      | | |                                                    |
| |                                                      | | |                                                    |
| 2013 | Les mains sales Rééducation                          | FR146 (1 Wo.)FR | — |                                                    |
| 2014 | Perdu Miraculé                                       | FR23 (1 Wo.)FR | — |                                                    |
| 2016 | Merco Benz Or Game                                   | FR183 Gold · (1 Wo.)FR | — |                                                    |
| 2016 | Ara Les autres                                       | FR194 (1 Wo.)FR | — |                                                    |
| 2017 | Sors de ma tête OX7                                  | FR46 Diamant · (20 Wo.)FR | — |                                                    |
| 2017 | Ghettoyouth OX7                                      | FR124 Gold · (2 Wo.)FR | — |                                                    |
| 2017 | Oxymore OX7                                          | FR127 (2 Wo.)FR | — |                                                    |
| 2017 | Abbé Pierre OX7                                      | FR130 (2 Wo.)FR | — |                                                    |
| 2017 | Blasé OX7                                            | FR137 Gold · (2 Wo.)FR | — |                                                    |
| 2017 | Avant de partir OX7                                  | FR145 Gold · (2 Wo.)FR | — |                                                    |
| 2017 | Si ils savaient OX7                                  | FR155 (1 Wo.)FR | — |                                                    |
| 2017 | Sale morveux OX7                                     | FR161 (1 Wo.)FR | — |                                                    |
| 2017 | Ambition OX7                                         | FR162 (1 Wo.)FR | — |                                                    |
| 2017 | GTA OX7                                              | FR183 (1 Wo.)FR | — |                                                    |
| 2017 | On commence par où? M8re                             | FR111 (1 Wo.)FR | — |                                                    |
| 2017 | Raisonner M8re                                       | FR120 (1 Wo.)FR | — |                                                    |
| 2017 | Photo de classe M8re                                 | FR123 (1 Wo.)FR | — |                                                    |
| 2017 | Héritiers M8re                                       | FR134 (1 Wo.)FR | — |                                                    |
| 2017 | On va la faire M8re                                  | FR142 (1 Wo.)FR | — |                                                    |
| 2017 | Magnum M8re                                          | FR166 (1 Wo.)FR | — |                                                    |
| 2017 | Contact M8re                                         | FR170 (1 Wo.)FR | — |                                                    |
| 2018 | On s’refait Mens rea                                 | FR146 (1 Wo.)FR | — |                                                    |
| 2018 | Loup alpha Mens rea                                  | FR148 (1 Wo.)FR | — |                                                    |
| 2018 | La folie Mens rea                                    | FR151 (1 Wo.)FR | — |                                                    |
| 2018 | Jamais Mens rea                                      | FR166 (1 Wo.)FR | — |                                                    |
| 2018 | Mens rea                                             | FR168 (1 Wo.)FR | — |                                                    |
| 2019 | Mon temps Stupéfiant: Chapitre 1                     | FR88 (1 Wo.)FR | — |                                                    |
| 2019 | Uber X Stupéfiant: Chapitre 1                        | FR104 (1 Wo.)FR | — |                                                    |
| 2019 | Cantona Stupéfiant: Chapitre 1                       | FR117 (1 Wo.)FR | — |                                                    |
| 2019 | Stupéfiant Stupéfiant: Chapitre 2                    | FR58 (4 Wo.)FR | — | feat. Maes                                         |
| 2019 | Yomb de toi Stupéfiant: Chapitre 2                   | FR137 (1 Wo.)FR | — |                                                    |
| 2019 | Solvable, partie 1 Stupéfiant: Chapitre 3            | FR67 (4 Wo.)FR | — | feat. Sch                                          |
| 2019 | Fort et vivant Stupéfiant: Chapitre 3                | FR156 Gold · (1 Wo.)FR | — |                                                    |
| 2019 | Mwana Mboka Stupéfiant: Chapitre 3                   | FR184 (1 Wo.)FR | — |                                                    |
| 2020 | J’dois l’oublier Sale môme                           | FR97 Gold · (2 Wo.)FR | — |                                                    |
| 2020 | Paye Sale môme                                       | FR124 (1 Wo.)FR | — | feat. Maître Gims                                  |
| 2020 | Oeil de Juda Sale môme                               | FR126 (1 Wo.)FR | — |                                                    |
| 2020 | Du temps et des lov Sale môme                        | FR128 (1 Wo.)FR | — |                                                    |
| 2020 | Pardonnable Sale môme                                | FR133 Gold · (1 Wo.)FR | — |                                                    |
| 2020 | Contre vents et marées Sale môme                     | FR139 (1 Wo.)FR | — |                                                    |
| 2020 | Etoile filante Sale môme                             | FR157 (1 Wo.)FR | — |                                                    |
| 2020 | En dessous Sale môme                                 | FR184 (1 Wo.)FR | — | feat. Nino B                                       |
| 2021 | Millenials (Génération Y) Sale môme (Édition finale) | FR98 Gold · (6 Wo.)FR | — |                                                    |
| 2023 | Qui sait? Taulier                                    | FR9 Platin · (25 Wo.)FR | BEW45 (1 Wo.)BEW | feat. Elgrandetoto                                 |
| 2023 | A qui la faute Taulier                               | FR45 (2 Wo.)FR | — | feat. Niska                                        |
| 2023 | Parti de rien Taulier                                | FR61 (1 Wo.)FR | — | feat. Tayc                                         |
| 2023 | Jamais de nous Taulier                               | FR62 (1 Wo.)FR | — |                                                    |
| 2023 | 50 euros Taulier                                     | FR82 (1 Wo.)FR | — | feat. Alpha Wann                                   |
| 2023 | Alpha 5.20 Taulier                                   | FR107 (1 Wo.)FR | — |                                                    |
| 2023 | On roule Taulier                                     | FR123 (1 Wo.)FR | — |                                                    |
| 2023 | Intro (Taulier) Taulier                              | FR126 (1 Wo.)FR | — |                                                    |
| 2023 | Heureusement Taulier                                 | FR131 (1 Wo.)FR | — |                                                    |
| 2023 | Millionnaire Taulier                                 | FR145 (1 Wo.)FR | — |                                                    |
| 2023 | Khoya Taulier                                        | FR166 (1 Wo.)FR | — |                                                    |
| 2023 | Quand je serai grand Taulier                         | FR168 (1 Wo.)FR | — | feat. Sofiane Pamart                               |
| 2023 | C’est pas assez Taulier                              | FR169 (1 Wo.)FR | — |                                                    |
| 2023 | Mauvaise conduite Taulier                            | FR175 (1 Wo.)FR | — | feat. Tig                                          |

Weitere Lieder mit Auszeichnungen
- 2016: Vamos (feat. Ayesha Chanel, FR: Gold)
- 2016: S3 (FR: Gold)

### Gastbeiträge
| Jahr | Titel Album                                     | Höchstplatzierung, Gesamtwochen, AuszeichnungChartplatzierungen (Jahr, Titel, Album, Platzierungen, Wochen, Auszeichnungen, Anmerkungen) | Höchstplatzierung, Gesamtwochen, AuszeichnungChartplatzierungen (Jahr, Titel, Album, Platzierungen, Wochen, Auszeichnungen, Anmerkungen) | Anmerkungen                                                                                             |
| Jahr | Titel Album                                     | FR | BEW | Anmerkungen                                                                                             |
| --- | ----------------------------------------------- | --- | --- | --- |
| 2013 | Paname Boss Drôle de parcours                   | FR54 (3 Wo.)FR | BEW42 (1 Wo.)BEW | Erstveröffentlichung: 17. Juni 2021 La Fouine feat. Sniper, Niro, Youssoupha, Canardo, Fababy, Sultan 7 |
| 2019 | Ceci n’est pas du rap Ceinture noire (Décennie) | FR64 Gold · (8 Wo.)FR | — | Erstveröffentlichung: 22. November 2019 Maître Gims feat. Niro                                          |
| 2021 | Reda (partie 3) –                               | FR49 Gold · (2 Wo.)FR | — | Erstveröffentlichung: 10. Dezember 2021 Lacrim feat. Mister You, Koba LaD, Niro & Le Rat Luciano        |
| Folgende Lieder erschienen nicht als Single, wurden aber durch das Album zum Download und Streaming bereitgestellt und konnten somit eine Platzierung erlangen: |                                                 | | | |
| |                                                 | | | |
| 2015 | Militarizé L’homme au bob                       | FR99 (1 Wo.)FR | — | Gradur feat. Niro                                                                                       |
| 2018 | La hagra Confidences                            | FR45 (3 Wo.)FR | — | YL feat. Sofiane & Niro                                                                                 |
| 2018 | Persona non grata Surnaturel                    | FR65 (1 Wo.)FR | — | Rohff feat. Niro                                                                                        |
| 2019 | On fait l’mal Nyx & Érèbe                       | FR103 (1 Wo.)FR | — | YL feat. Niro                                                                                           |
| 2021 | Travail d’arabe Dans les mains                  | FR31 (2 Wo.)FR | — | Zkr feat. Niro                                                                                          |
| 2021 | Lovés Es                                        | FR168 (1 Wo.)FR | — | Imen Es feat. Niro                                                                                      |